# Bénoué (Département)
Bénoué ist ein Département der Region Nord in Kamerun.
Auf einer Fläche von 13.614 km² leben nach der Volkszählung 2001 568.793 Einwohner. Die Hauptstadt ist Garoua.

## Gemeinden
- Bashéo
- Bibemi
- Dembo
- Garoua
- Gashiga
- Lagdo
- Mayo Hourna
- Ngong
- Pitoa
- Touroua